# Puxtla
Puxtla es una localidad del estado mexicano de Morelos. Es parte del municipio de Cuautla.

## Toponimia
El nombre «Puxtla» proviene de los términos en náhuatl: poxahuac, blando o esponjoso; tlan, lugar de abundancia. Su significado es «Lugar de cosas blandas».

## Demografía
| Gráfica de evolución demográfica |
|                                  |

| Censo | Población |
| ----- | --------- |
| 1930  | 91        |
| 1940  | 240       |
| 1950  | 234       |
| 1960  | 300       |
| 1970  | 601       |
| 1980  | 615       |
| 1990  | 897       |
| 2000  | 1199      |
| 2010  | 1476      |
| 2020  | 1901      |